# Pappinisseri
Pappinisseri là một thị trấn thống kê (census town) của quận Kannur thuộc bang Kerala, Ấn Độ.

## Địa lý
Pappinisseri có vị trí 11°57′B 75°21′Đ / 11,95°B 75,35°Đ Nó có độ cao trung bình là 1 mét (3 feet).

## Nhân khẩu
Theo điều tra dân số năm 2001 của Ấn Độ, Pappinisseri có dân số 33.266 người. Phái nam chiếm 48% tổng số dân và phái nữ chiếm 52%. Pappinisseri có tỷ lệ 83% biết đọc biết viết, cao hơn tỷ lệ trung bình toàn quốc là 59,5%: tỷ lệ cho phái nam là 85%, và tỷ lệ cho phái nữ là 80%. Tại Pappinisseri, 12% dân số nhỏ hơn 6 tuổi.